# Arquebuse anti-chars
 (juin 2016).
L'arquebuse anti-chars (Ab. A-ch. 41) est une arme antichar collective utilisée par l'armée suisse, elle fait partie des armes de calibre 24 mm développée par la Fabrique d'armes de Berne à la fin des années 1930.

## Présentation
À quelques modifications près, l'arquebuse anti-chars est semblable au canon de char 1938 qui équipe le char de combat 39 "Praga" (Pzw 39) et au canon anti-chars de forteresse, cal. 24 mm (can. a-ch. fort. 38. cal. 24 mm) utilisé pour la défense rapprochée des fortifications. Il est équipé, entre autres, de la lunette de pointage de la mitrailleuse d'embrasure d'une portée de 400 à 2 000 mètres, d'une crosse et de contrepoids supplémentaires. L'arme est montée sur l'affût d'embrasure pour mitrailleuse avec possibilité de tir "au panorama". Les trois armes tirent les mêmes munitions.
Un canon antichar de forteresse fut monté sur affût pivot à glissière de canon d'infanterie 4,7 cm dans la galerie de Morcles pour la défense rapprochée des fortifications de Dailly, le verrou de Saint-Maurice du réduit national.
L'acquisition des arquebuses anti-chars était prévue pour 1939, mais le développement et les essais furent si longs qu'au moment de son introduction auprès de la troupe, l'arme ne répondait plus aux nouvelles exigences du combat et fut remplacée dès 1944. La même année les compagnies de motards en sont équipées, l'arquebuse anti-chars était alors tractée par le side-car Condor A 720.

## Utilisation opérationnelle
L'arquebuse anti-chars est fournie en dotation des groupes anti-chars de l'armée suisse. Le groupe anti-chars se compose de trois équipes. Chaque équipe se compose de cinq hommes, le chef d'équipe, le tireur, l'aide-tireur et deux pourvoyeurs. L'un des sous-officiers chef d'équipe est désigné comme chef de groupe.
Le groupe dispose d'une arquebuse et d'une voiturette à munitions, qui contient également des outils et des pièces de rechange. La dotation en munition pour le groupe antichars est de 360 obus de rupture et de 120 obus explosifs. Les hommes sont de plus armés du mousqueton 31 et on projeta d'armer le chef d'équipe d'un pistolet-mitrailleur, cette arme remplaçant les trois mousquetons du chef d'équipe, du tireur et de l'aide-tireur.
L'arme est employée contre :
- Des buts mobiles, les blindés, les avions au sol et les troupes.
- Des buts fixes, les fortifications de campagne et les ouvrages en maçonnerie.

L'arquebuse peut être engagée sur son affût avec ou sans les roues, ainsi que sur affût mitrailleuse. La fixation à baïonnette de cette arme est analogue à celle de la mitrailleuse et un support spécifique (support de jonction) réunit le châssis de l'arquebuse à l'arc de fauchage de l'affût mitrailleuse.
L'arquebuse peut être tractée à main aussi bien qu'attelée à des chevaux, des bicyclettes, des motocyclettes ou à des véhicules à moteur. Elle peut être divisée en charges de 30 à 40 kg qui peuvent être transportées par les hommes, notamment en montagne.

## Données techniques
Arme
- Calibre : 24 × 139 mm
- Vitesse initiale : 900 m/s.
- Longueur du canon: 1 660 mm.
- Nombre de rayures : 12
- Longueur de l'arme : 2 520 mm.
- Longueur de l'arme sur l'affût : 3 270 mm.
- Hauteur de feu maximum sur l'affût : 835 mm.
- Hauteur de feu minimum sur l'affût : 295 mm.
- Hauteur de feu sur roues : 600 mm.
- Cadence de tir : 30 à 40 coups/min.
- Magasin : 6 cartouches

Dispositif de pointage
- Portée de la hausse : 100 à 1 500 m.
- Portée de la lunette : 0 à 3 000 m.
- Grossissement de la lunette : 1,8 x
- Champ visuel : 300 ‰

Poids
- Tube avec frein de bouche et dispositif de fermeture : 34,2 kg.
- Châssis avec boîte à culasse : 40,3 kg.
- Arme seule : 74,5 kg.
- Affût seul : 40 kg.
- Pièce prête au tir, sur affût avec magasin et lunette : 122 kg.
- Magasin vide : 2,28 kg.
- Magasin plein : 5,12 kg.

## Variantes

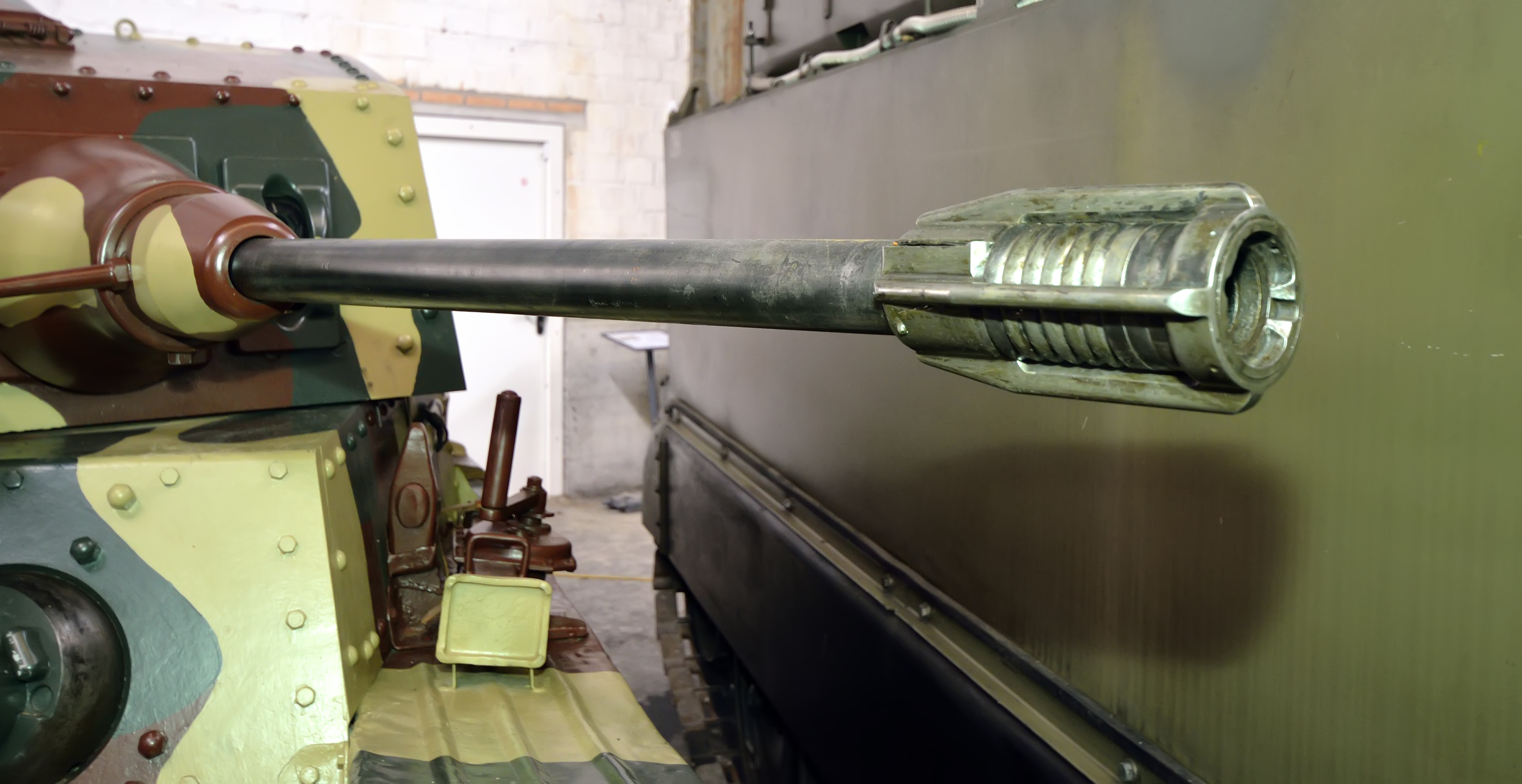
Canon de char 1938 de 24 mm. du char de combat 39

Il existe plusieurs variantes de cette arme :
- Type I

Tir à une culasse ouverte.
- Type II variante I

Tir à culasse ouverte et petit frein de bouche.
- Type II variante II

Tir à culasse ouverte et grand frein de bouche.
- Type III

Tir à culasse fermée.

## Fonctionnement
L'arquebuse anti-chars est une arme automatique tirant en coup par coup et utilisant pour son fonctionnement l'énergie produite par le court recul du canon.
L'arme tire à culasse ouverte et est à genouillère tout comme le FM 25, le recul est diminué par le fait que le coup part pendant que la partie mobile est encore en mouvement. Le recul du canon peut être modifié par la troupe en faisant varier le nombre d'anneaux de freinage du frein de bouche, normalement au nombre de cinq.

### Dispositifs de pointage
Dispositif mécanique

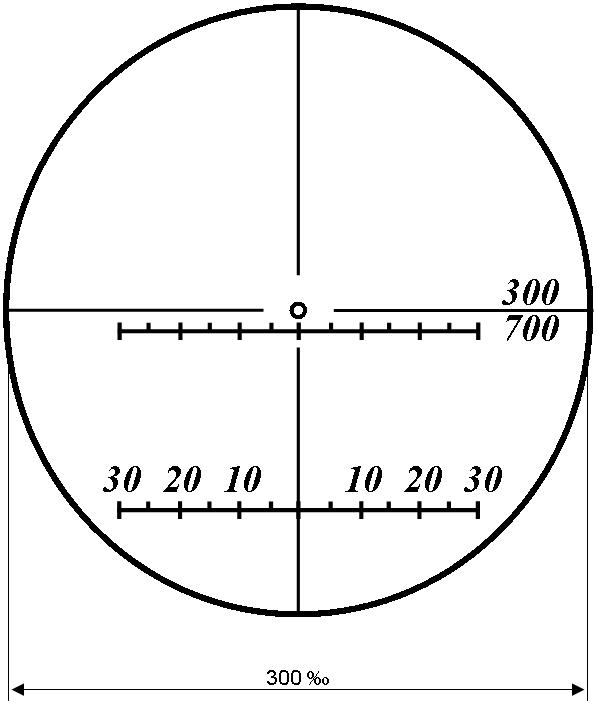
Réticule de l'arquebuse anti-chars

Le dispositif comprend la hausse et le guidon. La hausse, pareille à celle du mousqueton 31, est à parois profilées. Elle permet de donner à l'arme des angles de tir correspondant aux distances comprises entre 100 et 1 500 m. Le porte-guidon et le guidon sont pareils à ceux du FM 25. Le guidon est forcé dans une encoche en queue d'aronde, ce qui permet de le déplacer ou de l'enlever pour l'échanger contre un autre.
Dispositif optique
La lunette est amovible, le tambour de distance permet de donner à l'arme des angles de tir correspondant aux distances comprises entre 0 et 3 000 m. La fenêtre d'éclairage permet, au moyen d'une lampe de poche, d'illuminer le réticule.

### Munitions
Les trois genres de munitions sont fabriqués sous forme de cartouches complètes.
- L'obus de rupture (obus perforant massif).

Dénomination officielle: 24 mm Pz-Go V.
Poids : 225 g
Projectile plein, la masse lumineuse brûle pendant environ 2,3 secondes sur 1 350 m
- L'obus explosif (obus d'acier).

Dénomination officielle: 24 mm St-G.
Poids : 225 g
Obus explosif en acier à fusée instantanée.
Explosif : trotyl.
- L'obus d'exercice (explosif).

Dénomination officielle: 24 mm U-G.
Poids : 225 g
Obus explosif, à fusée retardée, semblable à l'obus de guerre. La charge explosive est réduite.
Explosif : trotyl.
Le retardement de la mise à feu après la percussion au sol est minime, il permet cependant à l'obus de pénétrer dans le sol avant d'éclater. Ce retard réduit sensiblement le danger que représentent les éclats.
Les munitions sont emballées par 30 ou 60 cartouches dans des caisses en bois et protégées par une caisse intérieure métallique fermant hermétiquement. Chaque cartouche se trouve dans un étui spécial en carton. Le poids de la caisse de 60 cartouches est d'environ 37 kg.

### Tube réducteur
La munition de 24 mm a été utilisée dans des tubes réducteurs à des fins d’exercice sous la dénomination d'obus d’exercice explosif 24 mm, 55, amorce électrique, VZ, trace lumineuse (obus ex. exp 24 mm 55 am. Électr, VZ Lum).
- Emploi;

Tube réducteur 24 mm pour canon de char 7,5 cm 40 (G13) Jagdpanzer 38(t)
Tube réducteur 24 mm pour canon de char 8,4 cm 55 (Char 55 et 57) et pour canon de char 10,5 cm 60 (Char 55/60 et 57/60) Centurion (char)